# Rozsohuvatka, Katerînopil
Rozsohuvatka (în ucraineană Розсохуватка) este o comună în raionul Katerînopil, regiunea Cerkasî, Ucraina, formată numai din satul de reședință.

## Demografie
Componența lingvistică a comunei Rozsohuvatka
     Ucraineană (99,13%)
     Alte limbi (0,87%)
Conform recensământului din 2001, majoritatea populației comunei Rozsohuvatka era vorbitoare de ucraineană (99,13%), existând în minoritate și vorbitori de alte limbi.